# روبرت إيلاتوف
روبرت إيلاتوف (بالعبرية: רוברט אילטוב، من مواليد 12 نوفمبر 1971) سياسي إسرائيلي وعضو الكنيست عن حزب إسرائيل بيتنا.